# Anton Cargnelli

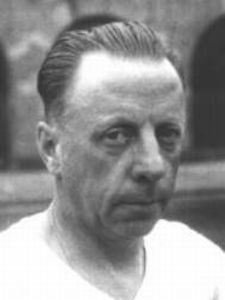
Anton Cargnelli ca. 1938–1940

Anton „Toni“ Cargnelli (* 1. Februar 1889 in Wien; † 27. Juni 1974 in Albenga) war ein österreichischer Fußballspieler und Fußballtrainer, der während seiner Trainerkarriere zweimal den Scudetto, die italienische Meisterschaft, gewann.

## Vereinskarriere
Der Sohn eines italienischen Vaters wuchs in Wien auf, wo er im Nachwuchs des Rennweger SV 1901 mit dem Fußballspielen begann. Über den AC Viktoria Wien kam er zum SC Germania Schwechat, wo er in den Jahren vor der Einführung des Meisterschaftsbetriebes als Innenstürmer zu den Stützen der Mannschaft gehörte. 1910 trat er dem neu gegründeten Wiener AF bei, wo er nunmehr in der Verteidigung spielte. In der Saison 1913/14 kämpften die Hütteldorfer mit dem Bezirksrivalen SK Rapid Wien um den Meistertitel, welcher am letzten Spieltag im direkten Duell mit einem 1:1 zu Gunsten von Cargnellis Mannschaft entschieden wurde. In der folgenden Saison erreichte der WAF in der durch die Kriegsereignisse unterbrochenen Meisterschaft den zweiten Platz.
Anfang 1920 kehrte er zu den Schwechatern zurück, wo er wieder als Stürmer auflief und gleichzeitig auch das Training sämtlicher Mannschaften übernahm. Die Germania spielte zu dieser Zeit in der zweiten Liga, wo man mit dem SC Hakoah Wien um den Aufstieg kämpfte und schließlich den zweiten Platz belegte.

## Nationalmannschaft
Im Mai 1909 bestritt Cargnelli sein einziges Spiel in der österreichischen Nationalmannschaft bei einem 1:1 gegen Ungarn in Budapest, wo er mit Karl Beck in der Sturmreihe stand.

## Trainerkarriere
Nachdem er am Ende seiner Spielerlaufbahn bereits als Spielertrainer tätig gewesen war, schlug er in weiterer Folge die Trainerlaufbahn ein. Zunächst belegte er sportwissenschaftliche Kurse in Deutschland und übernahm danach Trainerpositionen in Köln, Idar und Dortmund, ehe er 1924/25 den FC Mühlburg aus Karlsruhe betreute. Es folgte ein Jahr in Rumänien, wo er in Timișoara die beiden Vereine T.A.C. und Politehnica Timișoara trainierte. Im Anschluss daran wechselte er nach Italien, wo er seine gesamte folgende Karriere verbringen sollte.
Seine erste Station war der FC Torino, mit dem er 1928 mit einer Sturmreihe, zu der Adolfo Baloncieri, Julio Libonatti und Gino Rossetti gehörten, auf Anhieb den Meistertitel holen konnte. 1929 unterlagen die Turiner im Finale dem AGC Bologna.
Nach Einführung der Serie A wechselte Cargnelli zum Zweitligisten US Palermo, wo er drei Saisonen lang tätig war. Es folgten Stationen bei US Foggia und AS Bari, ehe der Österreicher 1934 zu Torino zurückkehrte. Dort belegte die Mannschaft zunächst nur den enttäuschenden 14. Rang, doch schon in der Folgesaison konnte der dritte Platz erreicht werden. Es folgten zwei weitere Jahre in Bari, ehe Cargnelli ein Angebot aus Mailand annahm und zur Ambrosiana wechselte. Dort gewann er mit seiner Mannschaft 1939 den italienischen Cup und wurde im darauf folgenden Jahr mit Spielern wie Pietro Ferraris und Attilio Demaría italienischer Meister.
Während der Kriegsjahre betreute er wieder Torino, wo er einmal Vizemeister wurde und am Aufbau jener Mannschaft beteiligt war, die später als Grande Torino berühmt werden sollte.
Nach Kriegsende folgten noch jeweils zwei Saisonen bei Lazio Rom und Bologna, ehe Cargnelli seine Karriere beim Drittligisten US Alessandria Calcio beendete.

## Stationen

### Als Spieler
- Rennweger SV 1901 (Jugend)
- AC Viktoria Wien
- SC Germania Schwechat
- 1910 bis 1920: Wiener AF
- SC Germania Schwechat

### Als Trainer
- 1924/25: FC Mühlburg
- TAC Timișoara
- Politehnica Timișoara
- bis 1929: FC Turin
- 1929 bis 1932: US Palermo
- US Foggia
- AS Bari
- 1934 bis 1936: FC Turin
- 1936 bis 1938: AS Bari
- ab 1938: Ambrosiana-Inter
- FC Turin
- Lazio Rom
- FC Bologna
- US Alessandria Calcio

## Erfolge
- 1× Österreichischer Meister: 1913/14
- 2× Italienischer Meister: 1927/28, 1939/40
- 2× Italienischer Cupsieger: 1935/36, 1938/39
- 1 Spiel für die österreichische Nationalmannschaft